# 汉王陵公园站
汉王陵公园站，工程名为北二环路站，位于中华人民共和国湖南省长沙市望城区银杉路和北二环交叉口北侧，是长沙地铁4号线的地铁车站，2019年5月26日开通。本站是4号线特色站之一。

## 车站结构
本站沿银杉路西北-东南向布置，目前开放3个出入口，为地下岛式车站，站台宽12米。站厅吊顶绘制金色车马出行图。

## 周边
本站毗邻建设中的汉长沙国王陵考古遗址公园。